# División de Honor de Atletismo
La División de Honor es la máxima categoría del Campeonato de España de Clubes o Liga española de atletismo, que a su vez es la competición atlética al aire libre entre clubes más importante de España. Organizada por la Real Federación Española de Atletismo (RFEA) empezó a disputarse en 1958 en categoría masculina y en 1966 en categoría femenina. La División de Honor de España acoge a algunos de los mejores clubes de Europa, convirtiéndola en un referente continental.
El club más laureado, en categoría masculina, es el Playas de Castellón, con 16 títulos. En categoría femenina el Valencia Club de Atletismo, sucesor de la sección atlética del Valencia Club de Fútbol, acumula 28 títulos. 

## Sistema de competición
La competición de disputa anualmente bajo la organización de la Real Federación Española de Atletismo. Al igual que en la Primera División, toman parten 16 equipos, tanto en categoría masculina como femenina. 
La competición se desarrolla durante tres jornadas. Las dos primeras se celebran a finales de los meses de abril y mayo, respectivamente. En ambas jornadas se disputan cuatro encuentros cuadrangulares (a dos atletas por prueba). En la segunda jornada los emparejamientos vienen determinados por los resultados de la primera jornada enfrentándose cada equipo (entre ambos encuentros) a 6 equipos distintos. Los equipos obtienen en cada jornada 4-3-2 y 1 puntos (1º-2º-3º y 4º equipos de cada encuentro). Con el total de puntos obtenidos por equipos entre ambas jornadas se elabora la clasificación (en caso de empate se dirime en función de suma de puntos por puestos, y de persistir por suma de puntos por Tabla Húngara 2008). Los ocho mejores se clasifican para la final por el título y los ocho restantes a la final por la permanencia. La tercera jornada y final se celebra en junio, y se disputa un encuentro por el título y otro por la permanencia en cada categoría (octogonales a 1 atleta por equipo y prueba). 
El vencedor del encuentro por el título se proclama campeón de la División de Honor y obtiene la clasificación para la Copa de Europa de Clubes de la próxima temporada. Por su parte, los dos últimos del encuentro de la final de permanencia pierden la categoría y descienden a Primera División, de la que ascienden, recíprocamente, otros dos equipos para reemplazarlos en la siguiente temporada.

## Historia
Con la denominación I Torneo de Sociedades, la primera edición del Campeonato de España de Clubes se disputó el 11 y 12 de octubre de 1958 en Barcelona, con la participación de diez equipos. Resultó vencedor el CF Barcelona, por delante de las secciones atléticas del Real Madrid y del Club Natación Barcelona.
A lo largo de los años, el sistema y los días de competición han ido cambiando. En los años 1960 se crearon las distintas categorías inferiores y se introdujo el sistema de ascenso y descenso de clubes, siguiendo el modelo de sistema de liga de otros deportes de equipos. En 1966 empezó a disputarse el campeonato de España femenino de clubes, siendo el primer vencedor el Club Atlético San Sebastián.

## Palmarés
| Año  | Campeón masculino                    | Campeón femenino                   |
| ---- | ------------------------------------ | ---------------------------------- |
| 1958 | FC Barcelona                         |                                    |
| 1959 | Real Madrid CF                       |                                    |
| 1960 | Real Madrid CF                       |                                    |
| 1961 | Real Madrid CF                       |                                    |
| 1962 | Real Madrid CF                       |                                    |
| 1963 | FC Barcelona                         |                                    |
| 1964 | FC Barcelona                         |                                    |
| 1965 | FC Barcelona                         |                                    |
| 1966 | EM VIII Región                       | Club Atlético San Sebastián        |
| 1967 | Real Sociedad de Fútbol              | Club Atlético San Sebastián        |
| 1968 | Club Natació Barcelona               | Club Atlético San Sebastián        |
| 1969 | Batallón del Ministerio del Ejército | UD Salamanca                       |
| 1970 | FC Barcelona                         | Club Atlético San Sebastián        |
| 1971 | Club Vallermoso                      | Club Atlético San Sebastián        |
| 1972 | Club Vallermoso                      | Club Atlético San Sebastián        |
| 1973 | FC Barcelona                         | Vallehermoso                       |
| 1974 | FC Barcelona                         | Vallehermoso                       |
| 1975 | FC Barcelona                         | Centre Gimnàstic Barcelonès        |
| 1976 | Club Vallermoso                      | Centre Gimnàstic Barcelonès        |
| 1977 | Club Vallermoso                      | Centre Gimnàstic Barcelonès        |
| 1978 | FC Barcelona                         | Club Atlético San Sebastián        |
| 1979 | Pepsi-Vallermoso                     | Club Universitario de Madrid       |
| 1980 | Club Vallermoso                      | Amira-Club Universitario de Madrid |
| 1981 | FC Barcelona                         | Amira                              |
| 1982 | FC Barcelona                         | Amira                              |
| 1983 | FC Barcelona                         | Amira                              |
| 1984 | FC Barcelona                         | Amira                              |
| 1985 | FC Barcelona                         | Tintoretto                         |
| 1986 | FC Barcelona                         | Tintoretto                         |
| 1987 | Larios-AMM                           | Tintoretto                         |
| 1988 | Larios-AMM                           | Kelme                              |
| 1989 | Larios-AMM                           | Kelme                              |
| 1990 | Larios-AMM                           | Kelme                              |
| 1991 | Larios-AMM                           | Kelme                              |
| 1992 | Larios-AMM                           | Blanco y Negro                     |
| 1993 | Larios-AMM                           | Valencia CF                        |
| 1994 | Larios-AMM                           | Valencia CF                        |
| 1995 | Larios-AMM                           | CA Valencia                        |
| 1996 | Larios-AMM                           | CA Valencia-Karhu                  |
| 1997 | Larios-AMM                           | CA Valencia-Karhu                  |
| 1998 | Larios-AMM                           | CA Valencia Terra i Mar            |
| 1999 | Airtel-AMM                           | CA Valencia Terra i Mar            |
| 2000 | Airtel-AMM                           | CA Valencia Terra i Mar            |
| 2001 | Puma Chapín Jerez 2002               | CA Valencia Terra i Mar            |
| 2002 | Puma Chapín Jerez 2002               | CA Valencia Terra i Mar            |
| 2003 | Puma Chapín Jerez                    | CA Valencia Terra i Mar            |
| 2004 | Puma Chapín Jerez                    | CA Valencia Terra i Mar            |
| 2005 | Puma Chapín Jerez                    | CA Valencia Terra i Mar            |
| 2006 | Puma Chapín Jerez                    | CA Valencia Terra i Mar            |
| 2007 | Puma Chapín Jerez                    | CA Valencia Terra i Mar            |
| 2008 | Puma Chapín Jerez                    | CA Valencia Terra i Mar            |
| 2009 | Playas de Castellón                  | CA Valencia Terra i Mar            |
| 2010 | Playas de Castellón                  | CA Valencia Terra i Mar            |
| 2011 | Playas de Castellón                  | CA Valencia Terra i Mar            |
| 2012 | Playas de Castellón                  | CA Valencia Terra i Mar            |
| 2013 | Playas de Castellón                  | CA Valencia Terra i Mar            |
| 2014 | Playas de Castellón                  | CA Valencia Terra i Mar            |
| 2015 | Playas de Castellón                  | CA Valencia Terra i Mar            |
| 2016 | Playas de Castellón                  | Valencia Club de Atletismo         |
| 2017 | Playas de Castellón                  | Valencia Esports                   |
| 2018 | Playas de Castellón                  | Valencia Esports                   |
| 2019 | Playas de Castellón                  | Playas de Castellón                |
| 2020 | Playas de Castellón                  | Playas de Castellón                |
| 2021 | Playas de Castellón                  | FC Barcelona                       |
| 2022 | Playas de Castellón                  | Valencia Club de Atletismo         |
| 2023 | Playas de Castellón                  | Valencia Club de Atletismo         |
| 2024 | Playas de Castellón                  | Playas de Castellón                |

## Títulos por clubes

### Masculino
- 16 Playas de Castellón: 2009, 2010, 2011, 2012, 2013, 2014, 2015, 2016, 2017, 2018, 2019, 2020, 2021, 2022, 2023, 2024
- 15 Futbol Club Barcelona (incluye CF Barcelona): 1958, 1963, 1964, 1965, 1970, 1973, 1974, 1975, 1978, 1981, 1982, 1983, 1984, 1985, 1986
- 14 Asociación Atlética Moratalaz (incluye Larios AAM y Airtel AMM): 1987, 1988, 1989, 1990, 1991, 1992, 1993, 1994, 1995, 1996, 1997, 1998, 1999, 2000
- 8 Club Atletismo Chapín (incluye Puma Chapín Jerez y Puma Chapín Jerez 2002): 2001, 2002, 2003, 2004, 2005, 2006, 2007, 2008
- 6 Club Vallehermoso (incluye Pepsi-Vallehermoso): 1971, 1972, 1976, 1977, 1979, 1980
- 4 Real Madrid CF: 1959, 1960, 1961, 1962
- 1 E.M. VIII Región: 1966
- 1 Real Sociedad de Fútbol: 1967
- 1 Club Natació Barcelona: 1968
- 1 Batallón del Ministerio del Ejército: 1969

### Femenino
- 28 Valencia Club de Atletismo (incluye Valencia CF, Valencia CA, Valencia CA Karhu, Valencia Terra i Mar y Valencia Esports): 1993, 1994, 1995, 1996, 1997, 1998, 1999, 2000, 2001, 2002, 2003, 2004, 2005, 2006, 2007, 2008, 2009, 2010, 2011, 2012, 2013, 2014, 2015, 2016, 2017, 2018, 2022, 2023
- 13 Club Universitario de Madrid (incluye Amira, Tintoretto y Kelme): 1979, 1980, 1981, 1982, 1983, 1984, 1985, 1986, 1987, 1988, 1989, 1990, 1991
- 7 Club Atlético San Sebastián: 1966, 1967, 1968, 1970, 1971, 1972, 1978
- 3 Centre Gimnàstic Barcelonès: 1975, 1976, 1977
- 3 Playas de Castellón: 2019, 2020, 2024
- 2 Club Vallehermoso: 1973, 1974
- 1 Unión Deportiva Salamanca: 1969
- 1 CA Blanco y Negro de Madrid: 1992
- 1 Futbol Club Barcelona: 2021